# Sclerocyphon collaris
Sclerocyphon collaris là một loài bọ cánh cứng trong họ Psephenidae. Loài này được Fabricius miêu tả khoa học đầu tiên năm 1775.